# 波若信号場

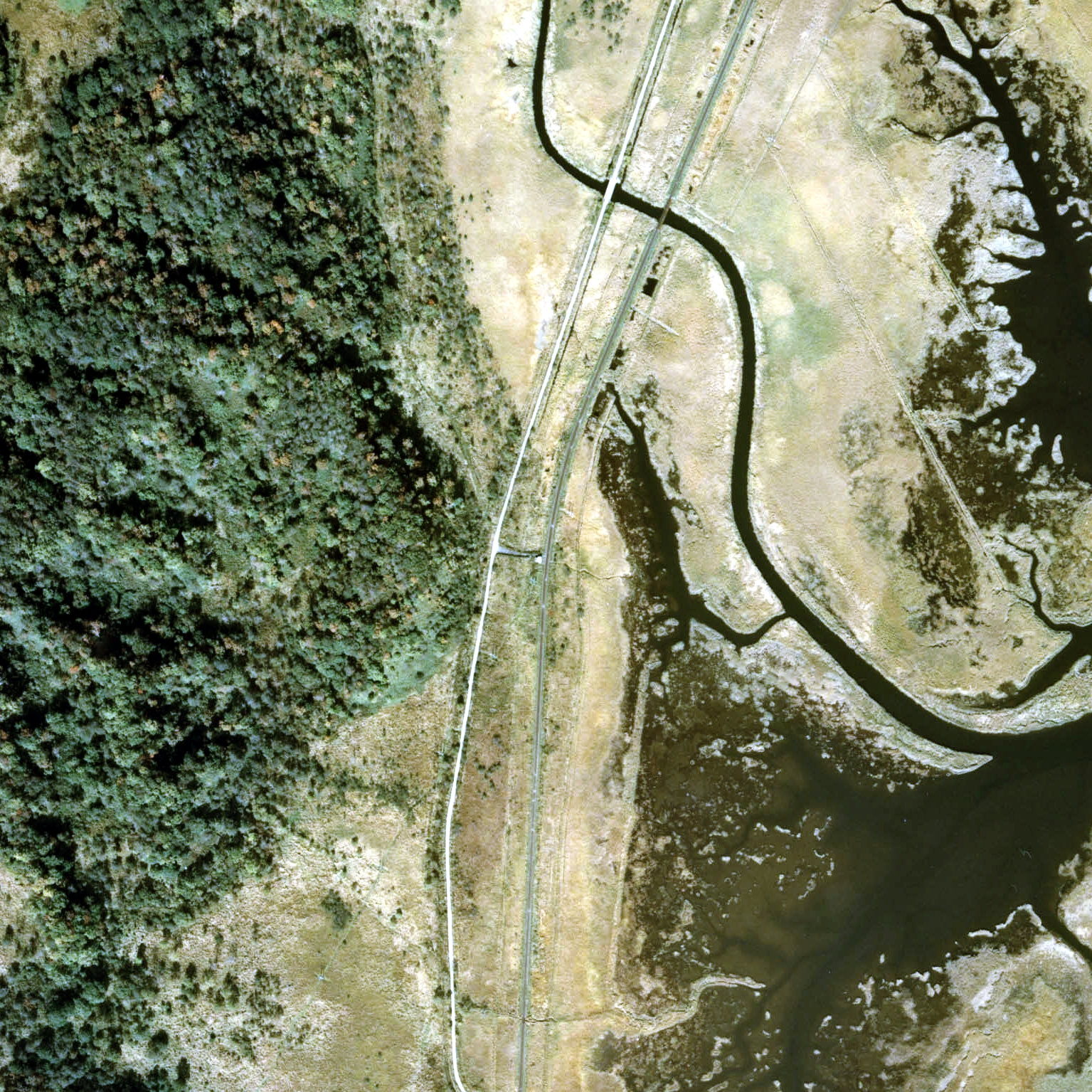
1977年撮影の波若信号場跡と周囲約1 km範囲。上が白糠方面。右は馬主来（バシクル）沼。構内の痕跡は全く残っていないが、信号場本屋が置かれていた辺りに白い屋根の保線詰め所が残されており、廃止後もずっと保線の要であった事がわかる。現在では詰め所も撤去され、何も残っていない。

波若信号場（なみわっかしんごうじょう）は、かつて北海道白糠郡音別村字パシクル（現・釧路市音別町中音別）に存在した鉄道省の信号場である。

## 概要
付近にある汽水湖の馬主来沼（パシクル沼）は海に開いた出口が塞がり易く、満水時には線路が危険な状態になる恐れがあり、保全措置として設けられたとされる。波若の名前は馬主来沼に注ぐヤムワッカ川の名前から採られた。

## 歴史
- 1913年（大正2年）12月1日：鉄道院釧路本線の波若信号所として開設[1]。
- 1921年（大正10年）8月5日：鉄道省根室本線の信号所となる。
- 1922年（大正11年）4月1日：波若信号場となる[1]。
- 1931年（昭和6年）4月7日：閉鎖[1]。
- 1938年（昭和13年）：廃止[2][3][4][5]。

## 構造
単線行違い形の二線式。乗降用設備なし。信号場本屋は白糠に向かって左側、内陸側に位置した。

## 隣の駅
鉄道省
根室本線
音別駅 - 波若信号場 - 白糠駅